# Enola Gay (singel)
„Enola Gay” – singel angielskiego zespołu OMD, pochodzący z drugiego albumu studyjnego Organisation.

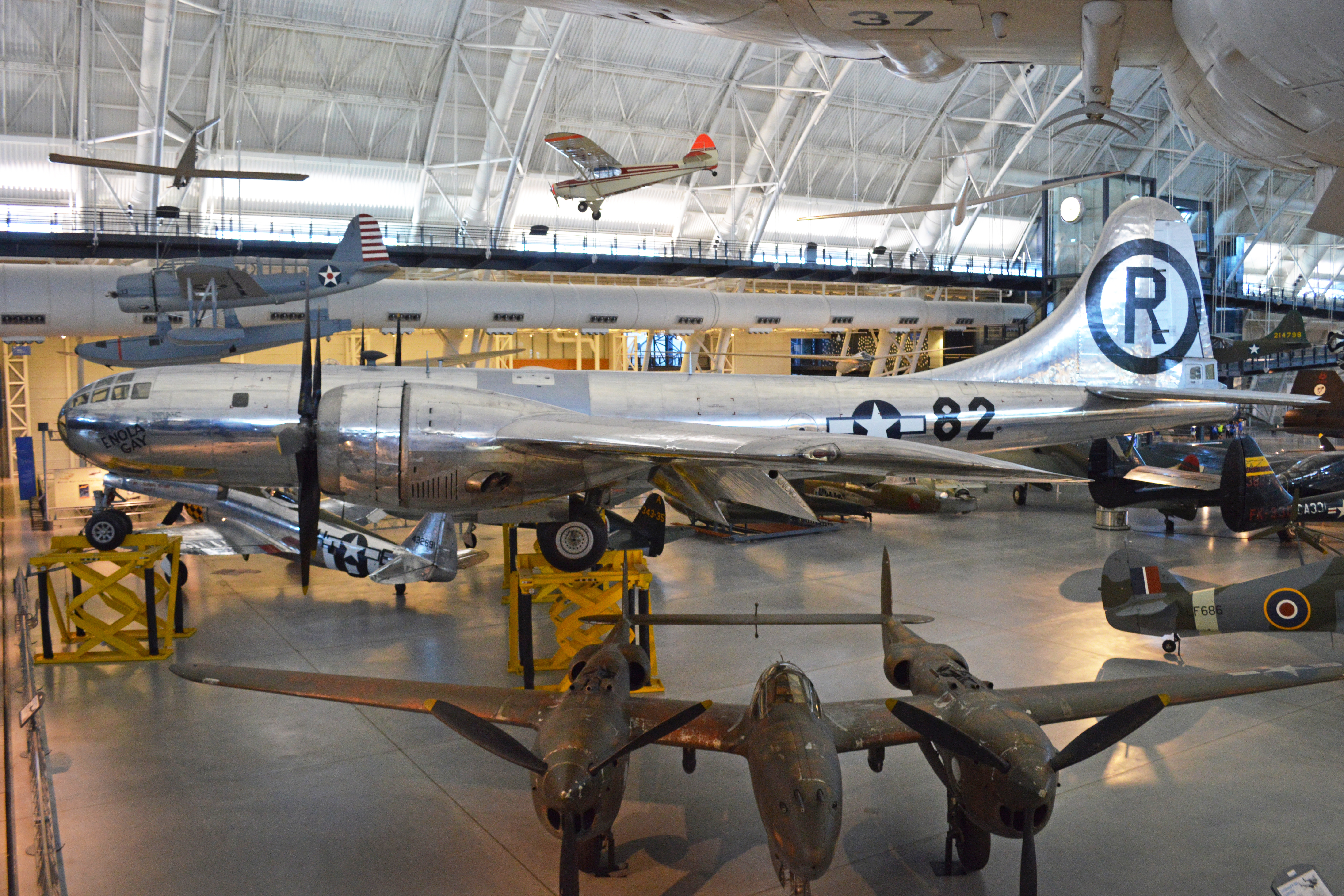
B-29 „Enola Gay” na wystawie w muzeum

Singel wydano 26 września 1980 za pośrednictwem wytwórni DinDisc. Na liście UK Singles Chart spędził 5 tygodni i osiągnął 8. miejsce. Tytuł utworu napisanego przez frontmana grupy, Andy’ego McCluskeya, nawiązuje do nazwy bombowca Enola Gay, który zrzucił bombę atomową na Hiroszimę. Koncertowa wersja utworu, zarejestrowana w Guildhall w Portsmouth w Anglii 19 września 1980, została wykorzystana w filmie „Urgh! A Music War”.

## Lista utworów

### Oryginalne wydanie z 1980
Strona A:
1. „Enola Gay” – 3:36

Strona B:
1. „Annex” – 4:32

- Źródło: Discogs[1]